# Platylepis commelynae
Platylepis commelynae är en orkidéart som först beskrevs av John Lindley, och fick sitt nu gällande namn av Heinrich Gustav Reichenbach. Platylepis commelynae ingår i släktet Platylepis och familjen orkidéer. Inga underarter finns listade i Catalogue of Life.